# Alsace
 Ikke at forveksle med Alsace (vinregion).
Alsace (tysk Elsass) var en fransk region indtil 1. januar 2016, hvor den blev slået sammen med Lorraine og Champagne-Ardenne, for at danne den nye region Grand Est. Den ligger ved Frankrigs østlige grænse til Tyskland og Schweiz i Rhindalen mellem bjergkæderne Vogeserne og Schwarzwald. Regionens hovedstad og største by er Strasbourg. Alsace var med sine 8280 km² den mindste region i den europæiske del af Frankrig. Alsace er opdelt i to departementer: Det nordlige departement Bas-Rhin med Strasbourg som hovedby og den sydlige departement Haut-Rhin med Colmar som hovedby.
Alsace har i århundrerer været et stridspunkt mellem Frankrig og Tyskland. Størstedelen af Alsace blev sammen med dele af Lorraine annekteret af det Tyske Kejserrige i 1871 efter Frankrigs nederlag i den fransk-preussiske krig. Alsace-Lorraine forblev tysk, indtil området igen kom under fransk herredømme i 1919 efter 1. verdenskrig.

## Etymologi
Oprindelsen til navnet Alsace er stærkt omdiskuteret, men i det store og hele er der tre overordnede accepterede teorier:
- Navnet stammer fra det tyske Ali (Andet) og saz (grundlagt, etableret): Hvilket skulle være Alemannernes benævnelse for dem, der er flyttet over på den anden side af Rhinen. Teorien betragtes som mindre overbevisende.
- Navnet stammer fra det keltiske ord falaise, som på dansk betyder klint og som skulle henvise til, at alsacerne har bosat sig ved foden af skrænten (klinten) op mod Vogeserne. Teorien betragtes som meget overbevisende, idet Cæsar og de romerske historikere nævner navnet Alsace.
- Navnet skulle betyde landet ved Ill. Denne teori er den, der nyder størst opbakning, selvom lingvistikerne afviser den.

## Vin
Alsace er en vinproducerende region, med sit eget AOC. Der findes 53 AOC-vine i regionen.

## Geografi

### Byer
- Strasbourg
- Colmar
- Mulhouse
- Obernai
- Bergheim
- Guebwiller
- Bollwiller

## Demografi
| 1990      | 1991      | 1992      | 1993      | 1994      | 1995      | 1996      | 1997      | 1998      |
| --------- | --------- | --------- | --------- | --------- | --------- | --------- | --------- | --------- |
| 1.622.810 | 1.635.430 | 1.647.964 | 1.662.967 | 1.675.733 | 1.687.475 | 1.699.339 | 1.710.779 | 1.719.985 |
| 1999      | 2000      | 2001      | 2002      | 2003      | 2004      | 2005      | 2006      |           |
| 1.732.588 | 1.744.688 | 1.757.690 | 1.770.533 | 1.782.760 | 1.794.987 | 1.806.069 | 1.816.995 |           |

## Fodnoter
1. ↑  "En artikel om navnets oprindelse" (fransk).
2. ↑  Publications et services - Erreur 404

48°30′N 7°30′Ø / 48.5°N 7.5°Ø